# Равно (село, Болгария)
Равно (болг. Равно) — село в Болгарии. Находится в Разградской области, входит в общину Кубрат. Население составляет 665 человек.

## Политическая ситуация
В местном кметстве Равно, в состав которого входит Равно, должность кмета (старосты) исполняет Сали Мехмедов Сюлейманов (Движение за права и свободы (ДПС)) по результатам выборов правления кметства.
Кмет (мэр) общины Кубрат — Ремзи Халилов Юсеинов (Движение за права и свободы (ДПС)) по результатам выборов в правление общины.